# Division 5 i fotboll för damer
Division 5 är Sveriges sjunde högsta division i damfotboll.